# Wallace & Gromit – Unter Schafen
Wallace & Gromit – Unter Schafen ist ein britischer knetanimierter Kurzfilm von Nick Park aus dem Jahr 1995.

## Handlung
Es ist Nacht: Wallace schläft friedlich, während Gromit strickt. Er hört vor dem Haus Schafe, doch denkt er sich nichts dabei und strickt weiter, bis die Wolle alle ist. Am nächsten Morgen spielt die Haferbrei-Maschine verrückt, da ein Kabel angenagt ist. Von Pflanzen fehlen die Blätter und auch Wallaces geliebter Käse zeigt Bissspuren. Vom Übeltäter fehlt jede Spur und auch der unbekannte Schafdieb, von dem die Zeitungen berichten, ist noch nicht gefasst. Zeit zum Nachdenken bleibt nicht, da Wendolene Ramsbottom von ihrem Wolleladen aus anruft, um beide als Fensterputzer zu engagieren.
Wallace, der eigentlich nur Wolle für Gromit kaufen wollte, verliebt sich in Wendolene, die einen ziemlich großen Hund namens Preston besitzt. Gromit sieht Hund und Frauchen mit Skepsis und ist froh, wieder nach Hause zurückzukehren. Dort jedoch herrscht das Chaos und bald wird der Übeltäter gefunden: Ein kleines Schaf befindet sich im Haus, das Wallace „Shaun“ tauft und erst einmal badet und versehentlich leicht schert. Preston erscheint unbemerkt und stiehlt die Baupläne für die Wasch- und Schermaschine. Kurze Zeit später findet Gromit in Wendolenes Hinterhof einen Lastwagen voller Schafe, die er freilässt. Er selbst wird von Preston im Lastwagen entführt und kurze Zeit später von der Polizei als gesuchter Schafdieb gefasst und zu einer Haftstrafe verurteilt. Wallace befreit Gromit mithilfe aller Schafe aus dem Gefängnis. Wallace und Gromit werden schließlich Zeuge, wie Wendolene von Preston gezwungen wird, sämtliche Schafe einer Weide in einen Lastwagen zu transportieren. Da sie sich weigert, die Machenschaften Prestons weiter zu unterstützen, wird sie ebenfalls in den Lastwagen eingesperrt. In einer waghalsigen Verfolgungsjagd gelingt es Wallace und Gromit zunächst, sämtliche Schafe und Wendolene aus dem Lastwagen auf ihr Motorrad zu schaffen, doch landen Wallace, Wendolene und die Schafe am Ende doch im Lastwagen, der in der Nähe des Wollladens plötzlich wie vom Erdboden verschluckt ist.
Gromit folgt der Spur schließlich in eine Fabrik, in der Preston die Wasch- und Schermaschine von Wallace nachgebaut und um einen überdimensionalen Fleischwolf ergänzt hat. Wendolene klärt Wallace und Gromit auf: Preston ist kein Hund, sondern ein Roboter in Hundeform, der zunächst normal funktionierte, jedoch inzwischen eine Fehlfunktion aufweise. Obwohl sämtliche Schafe, Wallace, Gromit und Wendolene mehrmals dem Tod ins Auge blicken, gelingt es schließlich Shaun, Preston in den Fleischwolf zu stoßen, wo seine Mechanik zerstört wird. Für Wallace hat das Happy End einen bitteren Beigeschmack: Es stellt sich heraus, dass Wendolene eine Käseallergie hat.

## Produktion
Wallace & Gromit – Unter Schafen ist ein Knetanimationsfilm, der in Stop-Motion gedreht wurde. Er war nach Alles Käse und Die Techno-Hose der dritte Kurzfilm um Erfinder Wallace und seinen Hund Gromit, und der erste, in dem neben Wallace eine weitere Person sprach.
Wallace & Gromit – Unter Schafen erlebte am 24. Dezember 1995 auf BBC 2 seine Premiere.

## Synchronisation
| Rolle     | Originalsprecher |
| --------- | ---------------- |
| Wallace   | Peter Sallis     |
| Wendolene | Anne Reid        |

## Auszeichnungen
Wallace & Gromit – Unter Schafen wurde mit mehr als einem Dutzend internationalen Preisen ausgezeichnet.
Er gewann 1996 den Oscar in der Kategorie „Bester animierter Kurzfilm“. Auf dem Festival d’Animation Annecy erhielt der Film 1997 den Publikumspreis und wurde 1996 bei den BAFTA Awards mit einem Preis für den Besten animierten Kurzfilm ausgezeichnet.